# Hacqueville

Hacqueville este o comună în departamentul Eure, Franța. În 1 ianuarie 2022 avea o populație de 403 de locuitori.